# Ophiothrix marenzelleri
Ophiothrix marenzelleri is een slangster uit de familie Ophiotrichidae.
De wetenschappelijke naam van de soort werd in 1904 gepubliceerd door René Koehler.